# Yasniel Toledo
Yasniel Toledo est un boxeur cubain né le 15 septembre 1989 à Pinar del Río.

## Carrière
Médaillé de bronze aux Jeux olympiques de Londres en 2012, sa carrière amateur est également marquée par une médaille d'argent aux championnats du monde de Bakou en 2011 et par une médaille d'or aux Jeux panaméricains de Guadalajara la même année dans la catégorie poids légers.
Toledo passe en 2013 en poids super-légers. Il remporte la médaille d'argent aux mondiaux d'Almaty la même année puis celle de bronze à Doha en 2015.

### Jeux olympiques
- Médaille de bronze en -60 kg aux Jeux de 2012 à Londres, Angleterre

### Championnats du monde de boxe amateur
- Médaille d'argent en -60 kg en 2011 à Bakou, Azerbaïdjan
- Médaille d'argent en -64 kg en 2013 à Almaty, Kazakhstan
- Médaille de bronze en -64 kg en 2015 à Doha, Qatar

### Jeux panaméricains
- Médaille d'or en -60 kg en 2011 à Guadalajara, Mexique.
- Médaille d'argent en -64 kg en 2015 à Toronto, Canada.

## Référence
1. ↑  (en) Résultats des championnats du monde de boxe amateur 2011 (amateur-boxing.strefa.pl)